# Palais Saluzzo di Corigliano
Le Palais Saluzzo à Corigliano est un bâtiment situé sur la Piazza San Domenico Maggiore à Naples en Italie, qui abrite désormais le siège de l'Université "L'Orientale", et plus précisément le Département de l'Asie, de l'Afrique et de la Méditerranée.

## Histoire
Le bâtiment a été construit, sous le nom de "palais de Sangro di Vietri", par l'architecte de Cosenza, Giovanni Francesco Mormando, au XVIe siècle, par la volonté de Giovanni di Sangro, afin de célébrer l'admission de la famille Sangro au siège du Nilo, donc dans les rangs des familles nobles les plus anciennes et les plus illustres de la ville. Sur le site, il y avait initialement sept maisons communicantes appartenant aux religieuses de l'église Santa Patrizia, qui les ont vendues à la famille de Sangro.
En 1587, le palais passa aux Carafa di Belvedere; En 1636, le mari d'Anna Carafa, duc de Médine, apporta des modifications importantes à la façade en modifiant le portail. Les cadres de la fenêtre devinrent des balcons.
Après le séisme de 1688, les ducs de Limatola, les Gambacorta, l'ont restaurée en remplaçant les balustrades en marbre par des balustrades en fer, en démolissant les créneaux et en recréant l'escalier. En 1732, il fut acheté par le duc Agostino Saluzzo, de la famille génoise du même nom, qui acquit plus tard le fief calabrien de Corigliano, qui a donné son nom au palais. Le duc a ordonné des restaurations internes et externes, ce qui a conduit à l'ajout d'un deuxième étage, où sont logées les salles des représentants. L’une des dernières interventions a été réalisée par Gaetano Genovese, l’un des plus célèbres architectes néoclassiques de la ville, qui a restauré certaines parties du bâtiment.
L'Institut Oriental, l'actuelle université de Naples "L'Orientale", a loué le rez-de-chaussée du bâtiment entre 1927 et 1934, à la recherche d'un arrangement définitif qui sera trouvé l'année suivante avec le achat du Palazzo Giusso et le transfert de l'université. En 1935, la famille Corigliano, sans revenus de loyers désormais, décida de vendre le bâtiment pour un million et demi de lires. Le bâtiment est devenu le siège de l'Institut national de la sécurité sociale jusqu'aux années soixante-dix et, en 1977, l'Université Orientale a décidé de l'acheter intégralement après presque une décennie de négociations.
Une restauration de grande envergure, visant à récupérer les parties historiques et artistiques du bâtiment et à les rendre fonctionnels pour répondre aux nouveaux besoins des universités, a débuté en 1988 et s'est achevée en 1992. Au cours des travaux, des structures de la période gréco-romaine ont été découvertes, plus précisément des vestiges d'une voie romaine du bas decumanus de la ville et des remparts grecs. Ces vestiges ont été intégrés à la salle principale, appelée depuis "salle du mur grec".

## Architecture
Il ne reste presque plus rien du bâtiment d'origine avant le tremblement de terre de 1688 qui a détruit Bénévent et gravement endommagé le bâtiment, ainsi que d'autres bâtiments à Naples. D’origine subsiste l'ordre dorique du rez-de-chaussée; d'autre part, la précieuse corniche de piperno (roche) ornée de métopes et de triglyphes a été perdue lors du remaniement des années suivantes, dont certaines représentent (comme on peut le voir dans une illustration de l'époque) les visages de la famille Sangro. L'intérieur est de style rococo, selon la dernière intervention des génois. Au deuxième étage, dans la salle de lecture actuelle de la bibliothèque d’études asiatiques, il est possible d’admirer la galerie ornée de fresques sur la voûte et sur les murs. Enfin, une petite salle, appelée Cabinet, a servi de bureau et est recouverte de miroirs réalisés selon un projet du décorateur Filippo Buonocore; il possède également une riche décoration sculpturale créée par Bartolomeo Granucci.

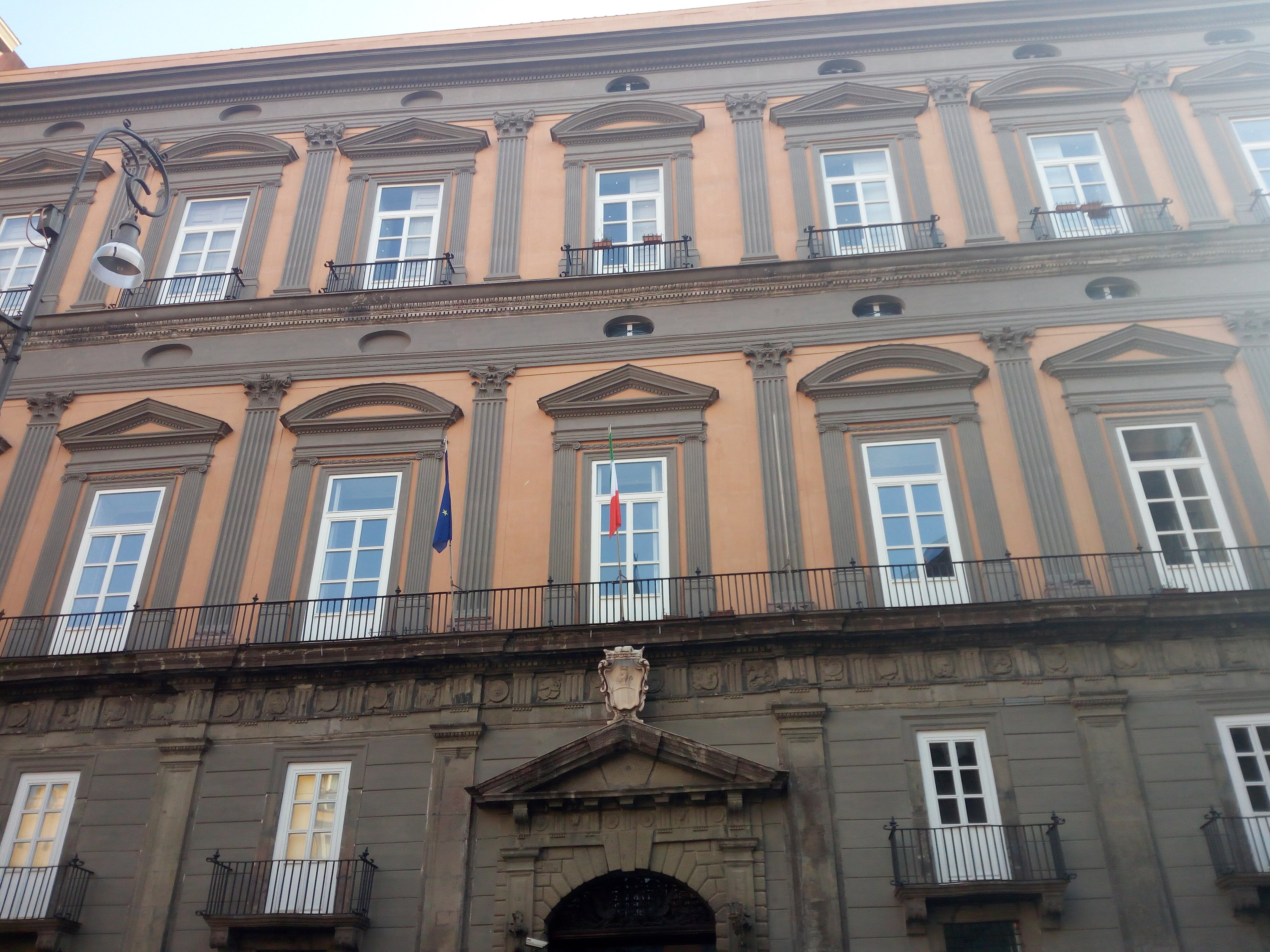
Palazzo Corigliano restauré en 2017.
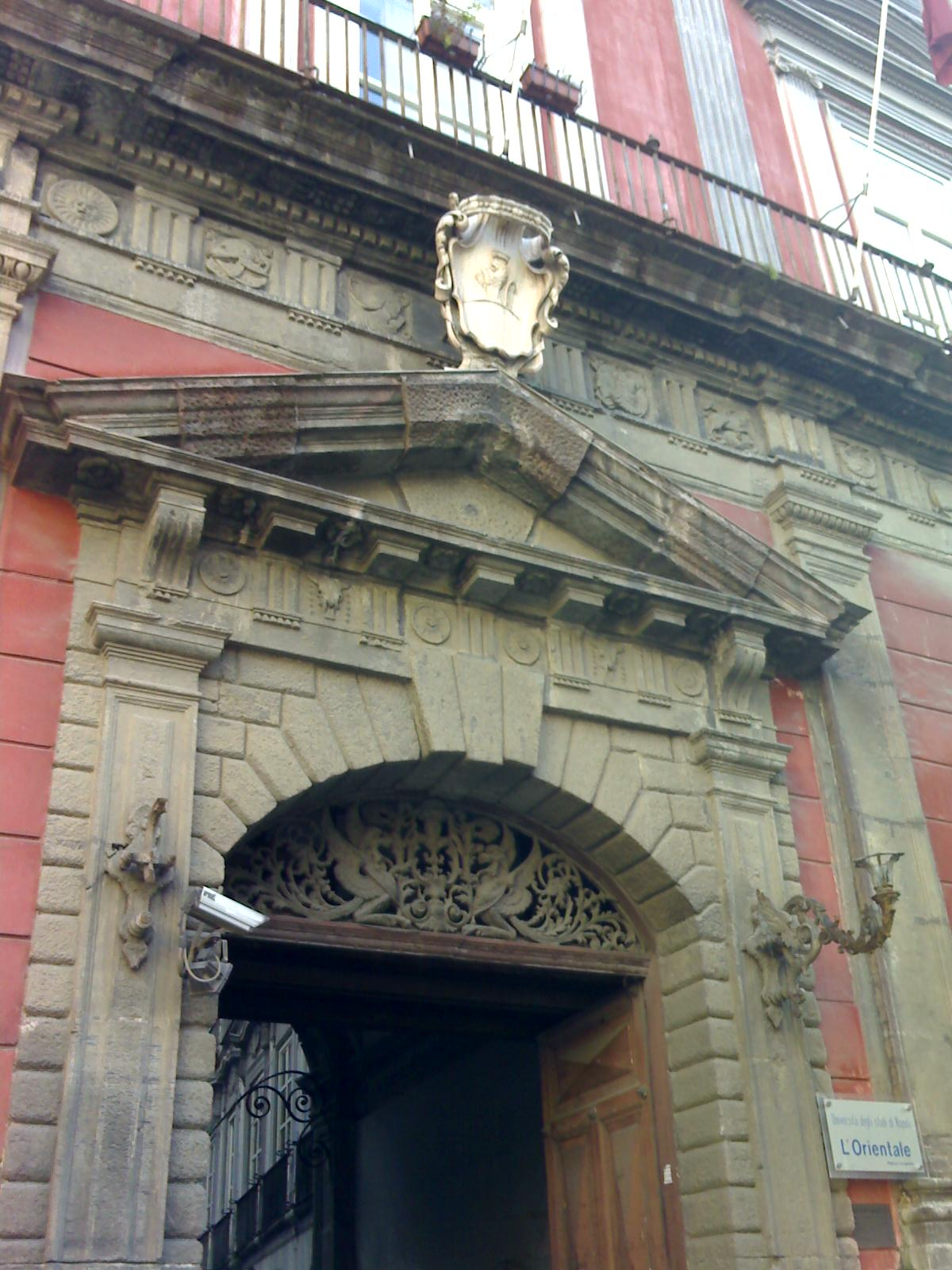
Détail de la porte d'entrée
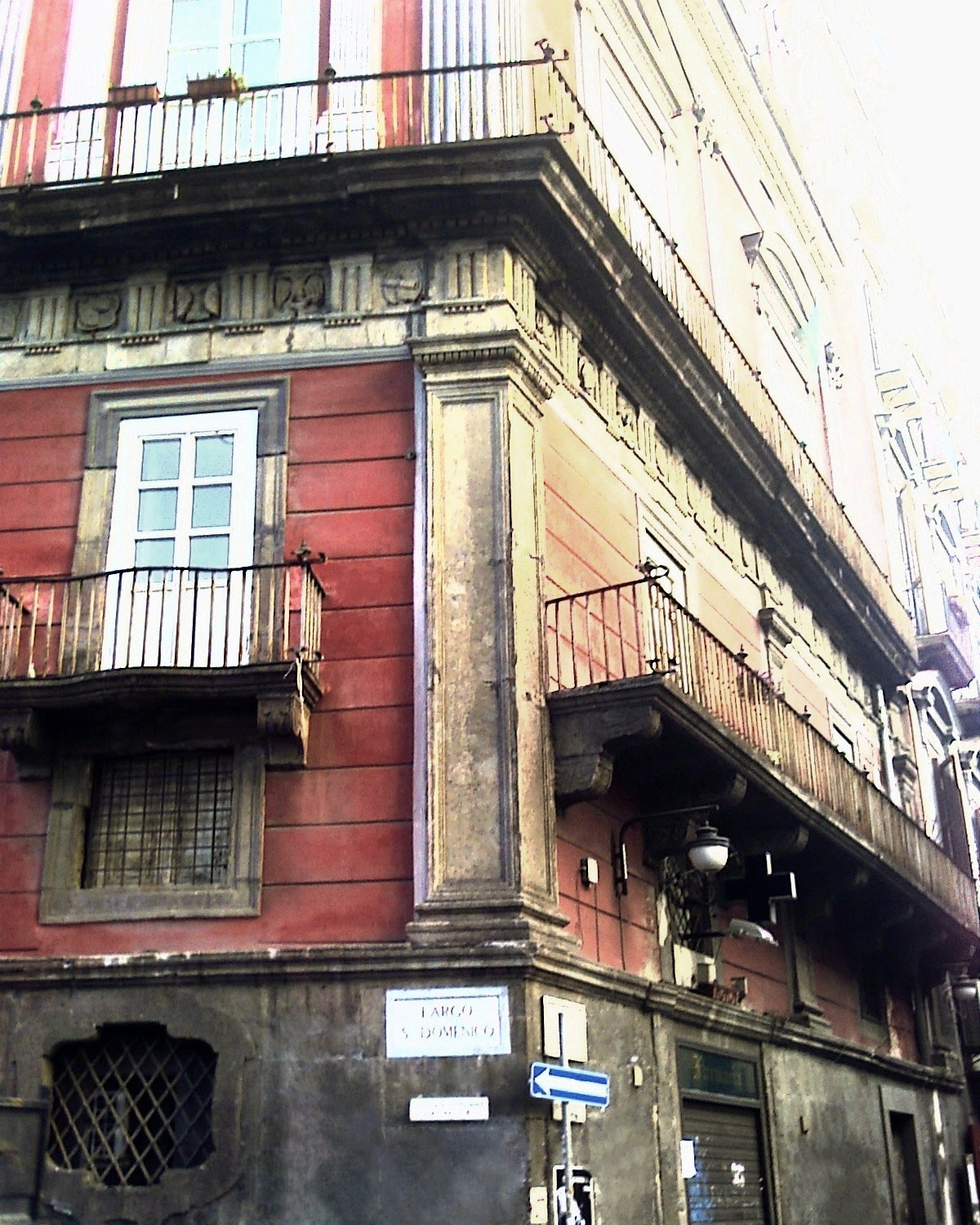
Ordre dorique du XVIe siècle